# Liste der denkmalgeschützten Objekte in Sankt Lambrecht
Die Liste der denkmalgeschützten Objekte in Sankt Lambrecht enthält die 25 denkmalgeschützten, unbeweglichen Objekte der Gemeinde Sankt Lambrecht im steirischen Bezirk Murau.

## Denkmäler
| Foto |                 | Denkmal                                                                                 | Standort                                            | Beschreibung | Metadaten |
| ---- | --------------- | --------------------------------------------------------------------------------------- | --------------------------------------------------- | --- | --- |
| ja   | Datei hochladen | Bauernhaus, Gasthaus, vulgo Taferner/Tafner HERIS-ID: 95223 Objekt-ID: 110505seit 2020  | Felberg 7 Standort KG: St. Blasen                   | Vom 15. bis zu Beginn des 19. Jahrhunderts wurde hier ein Gasthaus betrieben. Die Rauchküche ist erhalten. | BDA-Hist.: Q105491168 Status: Bescheid Stand der BDA-Liste: 2025-06-30 Name: Bauernhaus, Gasthaus, vulgo Taferner/Tafner GstNr.: .131 vulgo Taferner, St. Blasen |
| ja   | Datei hochladen | Kath. Filialkirche hl. Blasius und Friedhof HERIS-ID: 51810 Objekt-ID: 57604            | Hinterbach Standort KG: St. Blasen                  | Die Kirche ist in der jetzigen Form in der Barockzeit entstanden. 2015 brannte der Dachzwiebel am Turm ab. | BDA-Hist.: Q38047847 Status: § 2a Stand der BDA-Liste: 2025-06-30 Name: Kath. Filialkirche hl. Blasius und Friedhof GstNr.: .51 Filialkirche hl. Blasius, Sankt Blasen |
| ja   | Datei hochladen | Kath. Filialkirche hl. Martin mit ummauertem Friedhof HERIS-ID: 94614 Objekt-ID: 109773 | Karchau Standort KG: St. Blasen                     | | BDA-Hist.: Q37764722 Status: § 2a Stand der BDA-Liste: 2025-06-30 Name: Kath. Filialkirche hl. Martin mit ummauertem Friedhof GstNr.: .23 Filialkirche hl. Martin, Karchau |
| ja   | Datei hochladen | Wieskreuzkapelle HERIS-ID: 93275 Objekt-ID: 108291                                      | bei Auerling 5a Standort KG: St. Lambrecht          | Die gemauerte Kapelle mit Altar (Altarbild Geißelung Jesu) wurde 1829 von Benedikt Hafner (vlg. Haselmüller) erbaut. | BDA-Hist.: Q37761814 Status: § 2a Stand der BDA-Liste: 2025-06-30 Name: Wieskreuzkapelle GstNr.: .379 |
| ja   | Datei hochladen | Bauernhof (Anlage) vulgo Oberer Waldbauer HERIS-ID: 93295 Objekt-ID: 108311             | Auerling 28 Standort KG: St. Lambrecht              | Das Wohnhaus ist im Parterre gemauert, im Obergeschoß teils gemauert, teils aus Holz. In den 1930er-Jahren folgende Räume: Stube mit zwei Trambäumen (ehemals Rauchstube), gewölbte Küche (umgebaute Laben), Stüberl mit Backofen, im Obergeschoß Jagerstube mit Einrichtung von 1906, über dem Stüberl die Knechtkammer. Der danebenliegende Stall war für 6 Rinder und 8 bis 10 Schweine. | BDA-Hist.: Q37761897 Status: § 2a Stand der BDA-Liste: 2025-06-30 Name: Bauernhof (Anlage) vulgo Oberer Waldbauer GstNr.: .190 |
| ja   | Datei hochladen | NS-Stiftssiedlung HERIS-ID: 93199 Objekt-ID: 108209                                     | Eben 25-33 Standort KG: St. Lambrecht               | Die Wohnhäuser wurden ab 1941 unter dem Architekten Herbert Goschin als Landarbeitersiedlung errichtet; als Arbeitssklaven für den Bau wurden Häftlinge des KZ-Außenlagers St. Lambrecht eingesetzt. | BDA-Hist.: Q37761640 Status: § 2a Stand der BDA-Liste: 2025-06-30 Name: NS-Stiftssiedlung GstNr.: .544, .545, .546, .550, .551, .552, .553, .554, .555, .556, .557, 155/4, 155/11 |
| ja   | Datei hochladen | Anlage Benediktinerstift St. Lambrecht HERIS-ID: 60222 Objekt-ID: 72364                 | Hauptstraße 1, 2, 3, 4 Standort KG: St. Lambrecht   | Stiftskirche St. Lambrecht: Der romanische Kirchenbau stürzte 1327 ein, die Langhausmauern bis zum achten Pfeilerpaar und die unteren Teile der Westtürme sind erhalten. Der gotische Kirchenbau erfolgte bis 1421, brannte aber 1471 ab und wurde erneuert. Ab 1639 wurde die Stiftskirche barockisiert und dabei der Lettner entfernt.                                                    | BDA-Hist.: Q317940 Status: § 2a Stand der BDA-Liste: 2025-06-30 Name: Anlage Benediktinerstift St. Lambrecht GstNr.: 367, 368/1, 368/2, .1, .2, .3, .4, .5, .6, .7, .14, .15, .16, .17, .18, .19, .321, .322, 308, 311, 312/1, 312/2, 312/3, 313/1, 313/2, 313/3, 327/1, 327/2, 332/8, 362, 365, 366/2, 373, 374, 1497, 1498, 372 Stift Sankt Lambrecht |
| ja   | Datei hochladen | Bürgerhaus, ehem. Hofrichterhaus HERIS-ID: 93231 Objekt-ID: 108241                      | Hauptstraße 11 Standort KG: St. Lambrecht           | Die Fassade des Bürgerhauses hat ein Rundbogenportal und einen Konsolerker von Ende des 16. Jahrhunderts. Vor dem Erker eine Figur des hl. Johannes Nepomuk aus der 1. Hälfte des 18. Jahrhunderts. | BDA-Hist.: Q37761767 Status: § 2a Stand der BDA-Liste: 2025-06-30 Name: Bürgerhaus, ehem. Hofrichterhaus GstNr.: .31 Sankt Lambrecht Hauptstraße 11 |
| ja   | Datei hochladen | Marktgemeindeamt, ehem. Volksschule HERIS-ID: 93235 Objekt-ID: 108245                   | Hauptstraße 12 Standort KG: St. Lambrecht           | Ab 1900 wurde von der Gemeinde hier die Volksschule errichtet; das Gebäude dient heute als Gemeindeamt. | BDA-Hist.: Q37761788 Status: § 2a Stand der BDA-Liste: 2025-06-30 Name: Marktgemeindeamt, ehem. Volksschule GstNr.: 265 Gemeindeamt Sankt Lambrecht |
| ja   | Datei hochladen | Pranger HERIS-ID: 93214 Objekt-ID: 108224                                               | gegenüber Hauptstraße 12 Standort KG: St. Lambrecht | | BDA-Hist.: Q37761729 Status: § 2a Stand der BDA-Liste: 2025-06-30 Name: Pranger GstNr.: 254/5 |
| ja   | Datei hochladen | Wegkapelle, Marktkreuz HERIS-ID: 51837 Objekt-ID: 57641                                 | bei Hauptstraße 24 Standort KG: St. Lambrecht       | Die gemauerte Kapelle aus der Mitte des 17. Jahrhunderts wurde wohl von Domenico Sciassia entworfen, der Stuck stammt von Mattia Camin. | BDA-Hist.: Q38047924 Status: § 2a Stand der BDA-Liste: 2025-06-30 Name: Wegkapelle, Marktkreuz GstNr.: .60 Marktkreuz Sankt Lambrecht |
| ja   | Datei hochladen | Altes Brauhaus HERIS-ID: 37390 Objekt-ID: 36516                                         | Hauptstraße 50 Standort KG: St. Lambrecht           | Das alte Brauhaus hat spätgotische Gewölbe und Türgewände. Die Biedermeierfassade stammt aus dem Jahre 1829. | BDA-Hist.: Q37975399 Status: Bescheid Stand der BDA-Liste: 2025-06-30 Name: Altes Brauhaus GstNr.: .55 Altes Brauhaus, Sankt Lambrecht |
| ja   | Datei hochladen | Wohnhaus, ehem. Stallgebäude des Alexanderhofes HERIS-ID: 42553 Objekt-ID: 43141        | Hauptstraße 58 Standort KG: St. Lambrecht           | | BDA-Hist.: Q38003167 Status: Bescheid Stand der BDA-Liste: 2025-06-30 Name: Wohnhaus, ehem. Stallgebäude des Alexanderhofes GstNr.: .335/1 Stallgebäude Alexanderhof, St Lambrecht |
| ja   | Datei hochladen | Hofmühle HERIS-ID: 93083 Objekt-ID: 108080                                              | Hauptstraße 60 Standort KG: St. Lambrecht           | | BDA-Hist.: Q37761304 Status: § 2a Stand der BDA-Liste: 2025-06-30 Name: Hofmühle GstNr.: .141 |
| ja   | Datei hochladen | Wegkapelle, Schönes Kreuz HERIS-ID: 93284 Objekt-ID: 108300                             | Heiligenstadt Standort KG: St. Lambrecht            | | BDA-Hist.: Q37761856 Status: § 2a Stand der BDA-Liste: 2025-06-30 Name: Wegkapelle, Schönes Kreuz GstNr.: 427/1 |
| ja   | Datei hochladen | Kath. Filialkirche hl. Laurentius mit Friedhof HERIS-ID: 51844 Objekt-ID: 57648         | Heiligenstadt Standort KG: St. Lambrecht            | | BDA-Hist.: Q38047926 Status: § 2a Stand der BDA-Liste: 2025-06-30 Name: Kath. Filialkirche hl. Laurentius mit Friedhof GstNr.: .170 Filialkirche hl. Laurentius, Heiligenstadt, St. Lambrecht |
| ja   | Datei hochladen | Bauernhaus mit Hauskapelle HERIS-ID: 60196 Objekt-ID: 72235                             | Heiligenstadt 15 Standort KG: St. Lambrecht         | Das im zweiten Viertel des 19. Jahrhunderts errichtete zweistöckige Wohnhaus hat von Säulen getragene Veranden. | BDA-Hist.: Q38090791 Status: Bescheid Stand der BDA-Liste: 2025-06-30 Name: Bauernhaus mit Hauskapelle GstNr.: 655 Bauernhaus, Hofkapelle Heiligenstadt |
| ja   | Datei hochladen | Bildstock, Vordermoarkreuz HERIS-ID: 93286 Objekt-ID: 108302                            | Im Tal Standort KG: St. Lambrecht                   | | BDA-Hist.: Q37761866 Status: § 2a Stand der BDA-Liste: 2025-06-30 Name: Bildstock, Vordermoarkreuz GstNr.: 1476/1 |
| ja   | Datei hochladen | Speicherstöckl Stoaner HERIS-ID: 93306 Objekt-ID: 108322seit 2012                       | bei Im Tal 17 Standort KG: St. Lambrecht            | Der gemauerte Troadkasten, der aus dem Jahr 1420 stammen soll, gleicht einem viereckigen Festungsturm mit steinernen gotischen Tür- und Fensterstöcken. Das gewölbte Erdgeschoß wurde Anfang des 20. Jahrhunderts als Schmiede genutzt. | BDA-Hist.: Q37761926 Status: Bescheid Stand der BDA-Liste: 2025-06-30 Name: Speicherstöckl Stoaner GstNr.: .260 Speicherstöckl Stoaner |
| ja   | Datei hochladen | Wallfahrtskirche Maria Schönanger HERIS-ID: 93204 Objekt-ID: 108214                     | Schwarzenbach Standort KG: St. Lambrecht            | → Hauptartikel : Maria Schönanger f1 | BDA-Hist.: Q1896305 Status: § 2a Stand der BDA-Liste: 2025-06-30 Name: Wallfahrtskirche Maria Schönanger GstNr.: .394 Maria Schönanger |
| ja   | Datei hochladen | Kreuzweg HERIS-ID: 93206 Objekt-ID: 108216                                              | Schwarzenbach Standort KG: St. Lambrecht            | Der Kreuzweg wurde in den 1830er-Jahren errichtet; die ursprünglichen Bilder wurden um 1955 durch Keramikreliefs von Anna Heck ersetzt. Anmerkung: Koordinaten beziehen sich auf die Grenzlinie der Grundstücke | BDA-Hist.: Q37761708 Status: § 2a Stand der BDA-Liste: 2025-06-30 Name: Kreuzweg GstNr.: 19/8, 19/1 Maria Schönanger |
| ja   | Datei hochladen | Gasthaus, ehem. Schönangerkapelle HERIS-ID: 93207 Objekt-ID: 108217                     | Schwarzenbach 9 Standort KG: St. Lambrecht          | Die 1777/78 errichtete Holzkapelle wurde nach der Errichtung der Wallfahrtskirche Maria Schönanger profaniert und um 1865 zu einem Gasthof umgestaltet. | BDA-Hist.: Q37761719 Status: § 2a Stand der BDA-Liste: 2025-06-30 Name: Gasthaus, ehem. Schönangerkapelle GstNr.: .395 |
| ja   | Datei hochladen | Bildstock HERIS-ID: 93281 Objekt-ID: 108297                                             | bei Spitalberg 19 Standort KG: St. Lambrecht        | | BDA-Hist.: Q37761838 Status: § 2a Stand der BDA-Liste: 2025-06-30 Name: Bildstock GstNr.: 1465/5 |
| ja   | Datei hochladen | Schwaighof HERIS-ID: 51843 Objekt-ID: 57647                                             | Spitalberg 5 Standort KG: St. Lambrecht             | | BDA-Hist.: Q38047925 Status: Bescheid Stand der BDA-Liste: 2025-06-30 Name: Schwaighof GstNr.: 423/1 |
| ja   | Datei hochladen | Bauernhaus Kaltenhof HERIS-ID: 93288 Objekt-ID: 108304                                  | Vogeltenn 5 Standort KG: St. Lambrecht              | | BDA-Hist.: Q37761876 Status: § 2a Stand der BDA-Liste: 2025-06-30 Name: Bauernhaus Kaltenhof GstNr.: .57 |

## Ehemalige Denkmäler
| Foto |                 | Denkmal                                                                               | Standort                             | Beschreibung | Metadaten |
| ---- | --------------- | ------------------------------------------------------------------------------------- | ------------------------------------ | ------------ | --- |
| ja   | Datei hochladen | Ehem. Schule (eingeschränkt auf das Äußere) HERIS-ID: 94613 Objekt-ID: 109772bis 2023 | Hinterbach 5 Standort KG: St. Blasen |              | BDA-Hist.: Q37764709 Status: § 2a Stand der BDA-Liste: 2023-06-05 Name: Ehem. Schule (eingeschränkt auf das Äußere) GstNr.: .50 Former school, Sankt Blasen |